# Менингококковая инфекция
Менингоко́кковая инфе́кция — острое инфекционное заболевание, вызываемое менингококком, протекающее с разнообразными клиническими проявлениями — от бессимптомного носительства и назофарингита до генерализованных форм (гнойного менингита, менингоэнцефалита и менингококцемии с поражением различных органов и систем).

## Этиология

Возбудитель — менингококк — грамотрицательный диплококк Neisseria meningitidis. Неподвижный, жгутиков не имеет, спор не образует, аэроб. Присутствует капсула, защищающая менингококки от различных воздействий, в первую очередь от фагоцитоза. Имеется несколько серотипов менингококка (A, B, C, D, X, Y, Z и др). Однако, в настоящее время, большинство случаев менингококковой инфекции вызваны серотипами A, B, C. Основным фактором патогенности является эндотоксин. В окружающей среде менингококк неустойчив и быстро погибает вне организма человека.

## Эпидемиология

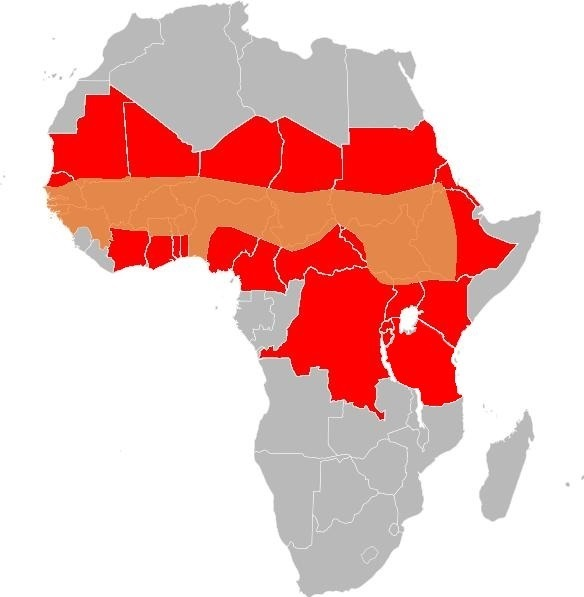
Африканский «пояс менингита» (2016):
зона наибольшего риска
угроза заболеваемости

Визовые вакцинационные требования к посещающим страну

Менингококковая инфекция относится к антропонозам. Источником инфекции являются больные люди и бактерионосители. Путь передачи — воздушно-капельный, для заражения нужен тесный контакт с больным или бактерионосителем. Восприимчивость к инфекции — всеобщая. Среди больных генерализованными формами — большинство составляют дети.

## Патогенез
Входными воротами являются слизистые оболочки верхних дыхательных путей (носо- и ротоглотки), где происходит размножение возбудителя. При высоком уровне местной защиты локальных изменений в слизистых оболочках не происходит, человек на протяжении нескольких недель будет являться носителем менингококка. При недостаточном уровне местной защиты развивается воспаление слизистой оболочки носоглотки — назофарингит. У некоторых больных менингококк преодолевает местный барьер и выходит в кровь, что может привести либо к транзиторной бактериемии без клинических проявлений, либо к развитию менингококкемии (менингококковому сепсису). В этом случае бактерии с током крови заносятся в различные органы и ткани: кожу, надпочечники, почки, лёгкие и др. Менингококк способен преодолевать гематоэнцефалический барьер и вызывать поражение мозговых оболочек и вещества головного мозга.
Важную роль в патогенезе генерализованных форм менингококковой инфекции играет эндотоксин — он является сильнейшим сосудистым ядом и высвобождается в большом количестве при гибели возбудителя. Воздействуя на эндотелий сосудов, эндотоксин вызывает микроциркуляторные расстройства, что в конечном итоге приводит к массивным кровоизлияниям во внутренние органы (в том числе в надпочечники с развитием синдрома Уотерхауза-Фридериксена). В головном мозге развивается отёк.

## Клиническая классификация менингококковой инфекции[2]
I. Локализованные формы инфекции:
1. носительство менингококка;
2. менингококковый назофарингит.

II. Генерализованные формы:
1. менингококцемия;
2. гнойный менингит;
3. гнойный менингоэнцефалит;
4. сочетанная форма (менингит с менингококцемией и др.).

III. Редкие формы:
1. артрит;
2. миокардит;
3. пневмония;
4. иридоциклит и др.

По тяжести:
1. Лёгкая форма.
2. Среднетяжёлая форма.
3. Тяжёлая форма.
4. Гипертоксическая (молниеносная) форма.

Инкубационный период (вне зависимости от формы заболевания) составляет от 2 до 10 дней.

## Клинические проявления менингококкового назофарингита
Наиболее частая форма менингококковой инфекции. Заболевание начинается остро, с повышения температуры тела до 37,5—38,0 °C, сопровождается головной болью, першением в горле, болью при глотании, заложенностью носа. Появляется вялость, адинамия, снижение аппетита. В зеве: гиперемия и отёчность задней стенки глотки, гладкая со слизисто-гнойным экссудатом.
Часто заболевание протекает при нормальной температуре тела, удовлетворительном общем состоянии и со слабыми катаральными явлениями в зеве. В общем анализе крови может быть небольшой нейтрофильный лейкоцитоз, а может и не быть никаких изменений. Течение менингококкового назофарингита благоприятное, выздоровление наступает на 5—7-й день болезни. Однако в некоторых случаях менингококковый назофарингит предшествует генерализованным формам менингококковой инфекции.

## Клинические проявления менингококкового сепсиса (менингококцемии)

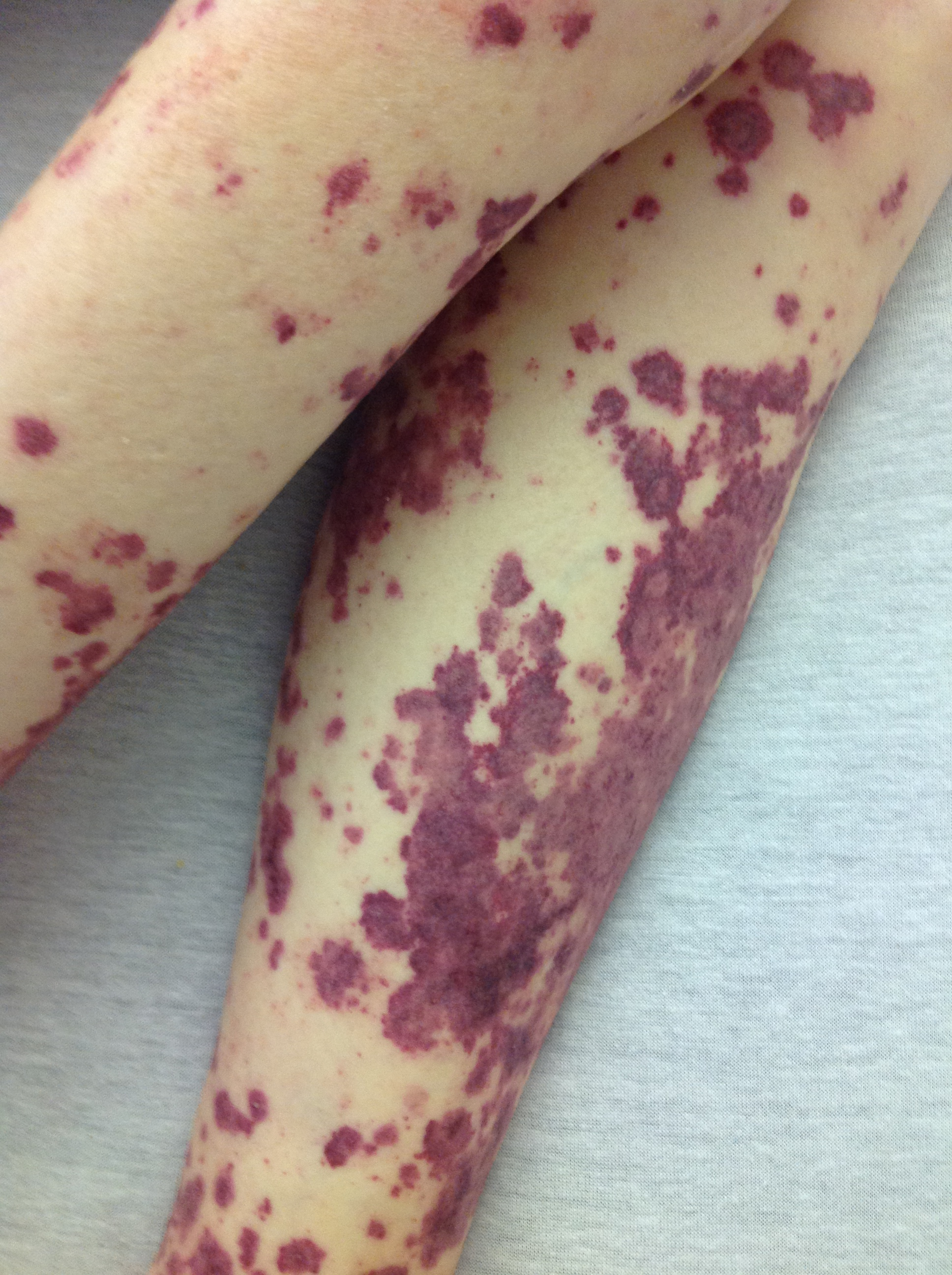
Геморрагическая сыпь (петехии), характерная для менингококцемии и ряда других заболеваний

Острое, во многих случаях внезапное начало заболевания (родители могут с точностью до часа назвать время появления первых симптомов) с повышением температуры тела до высоких значений. Кроме того, отмечается головная боль, отказ от еды, выраженное недомогание, возможна повторная рвота, а у детей раннего возраста — судороги. Симптомы нарастают в течение первых двух суток заболевания. В конце 1-го или начале 2-го дня заболевания появляется сыпь — сначала розеолёзная или розеолёзно-папулёзная, различного диаметра, не исчезающая при надавливании, располагающаяся по всему телу. Уже через несколько часов появляются первые геморрагические элементы: багрово-красного цвета с синюшным оттенком, не исчезающие при надавливании, различной формы и размера, возвышающиеся над кожей. Локализуются на нижней части тела: пятки, голени, бёдра, ягодицы. Розеолёзно-папулёзные элементы угасают бесследно через 1—2 дня, а геморрагические пигментируются. В центре геморрагических элементов возникают некрозы, и там, где имеются обширные геморрагические высыпания, некрозы отторгаются с образованием язвенных дефектов и рубцов. В тяжёлых случаях возможна гангрена пальцев кистей, стоп, ушных раковин. Высыпания в первые часы болезни на лице, верхней части туловища являются прогностически неблагоприятным признаком.

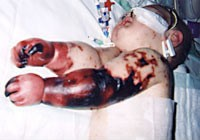
Кожные проявления менингококцемии у Шарлотты Клеверли-Бисман

Гипертоксическая (молниеносная) форма менингококковой инфекции протекает с инфекционно-токсическим шоком. Начало бурное — с внезапного подъёма температуры тела до 39,5—40 °C и выше, озноба, появления обильной геморрагической сыпи. Элементы сыпи быстро (на глазах) сливаются, образуя обширные геморрагии багрово-цианотичного цвета (напоминают трупные пятна). Кожа бледная, холодная на ощупь, может быть покрыта липким потом. В начале заболевания отмечается выраженное беспокойство ребёнка, но, с прогрессированием шока, сознание у ребёнка угнетается вплоть до развития комы. Артериальное давление в начале заболевания нормальное, или даже повышенное, но с течением времени (при дальнейшем развитии шока) прогрессивно падает, возникает тахикардия, пульс нитевидный, выражена одышка. Всё это говорит о развитии жизнеугрожающего синдрома Уотерхауса—Фридериксена. Также при молниеносной форме часто развиваются судороги. Температура тела в терминальной стадии шока снижается до нормальных значений, или даже низких. Кроме всего прочего, при данной форме менингококковой инфекции развивается острое набухание и отёк головного мозга. Клинически это проявляется сильной головной болью, судорогами, повторной рвотой, потерей сознания.
При отсутствии должной и быстрой медицинской помощи менингококцемия неминуемо приводит к развитию инфекционно-токсического шока и смерти пациента.

## Клинические проявления менингококкового менингита

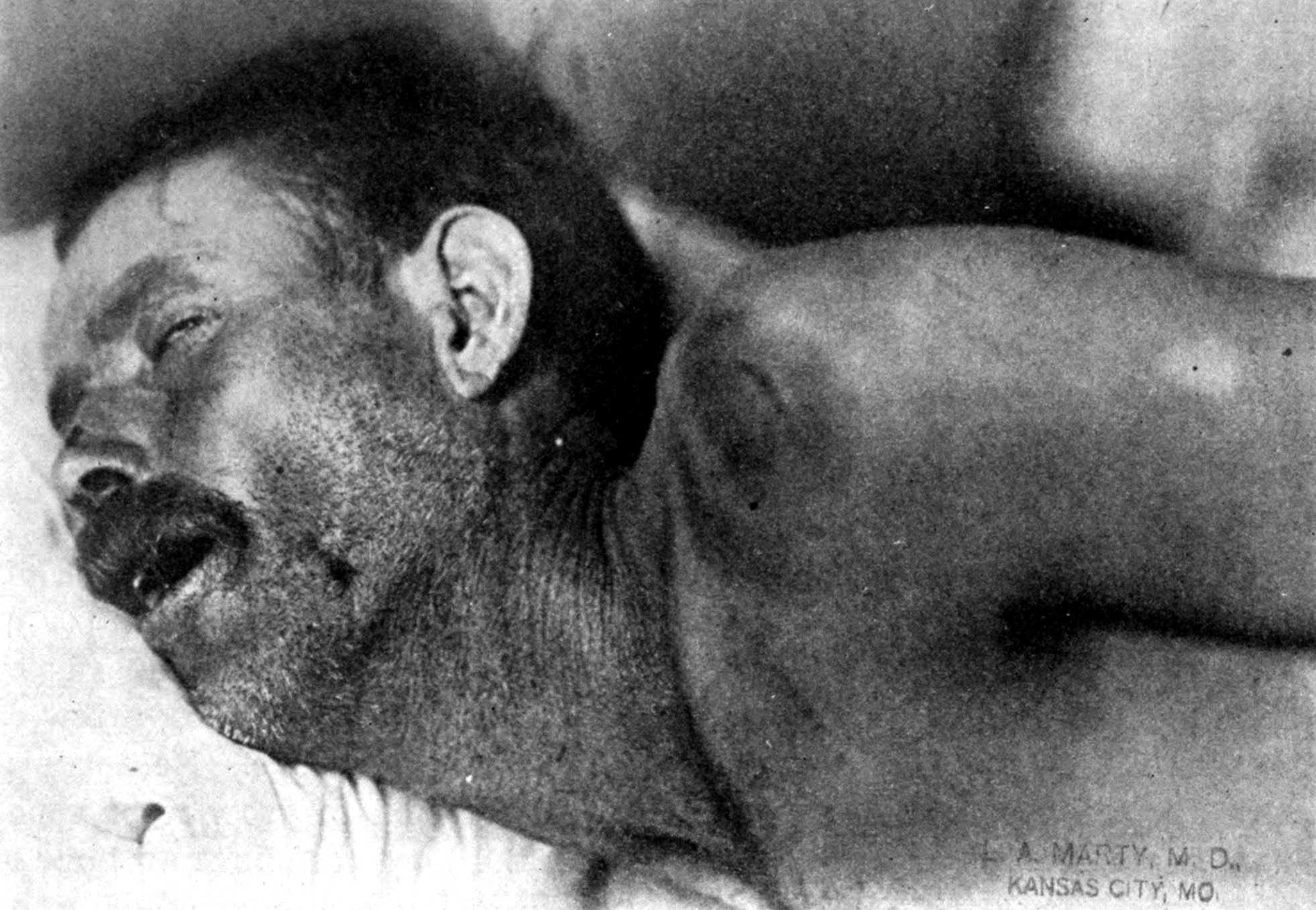
Пациент с менингитом и менингизмом (напряжение затылочных мышц). Оглушение и бред

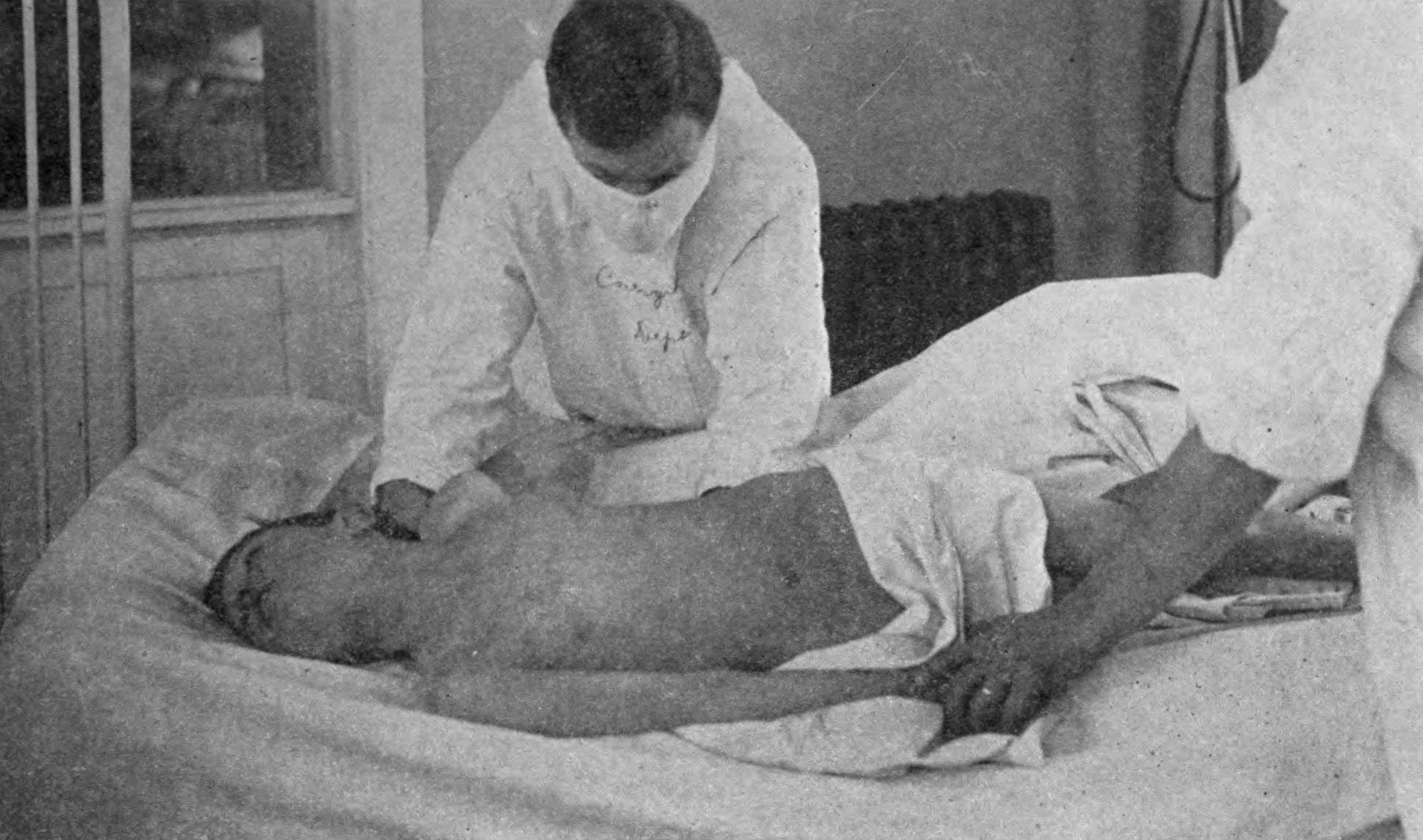
Мальчик с менингитом. Бред, напряжение затылочных мышц

Острое начало — с подъёма температуры тела до 39—40 °C, сильного озноба. Появляется сильная головная боль (у детей грудного возраста выражается «мозговым криком»), без чёткой локализации, дети становятся беспокойными, могут хвататься за голову. Головная боль усиливается при любом движении, повороте головы, при прикосновении к голове, световых и звуковых раздражителях (выраженная гиперестезия). Также при менингите отмечается многократная рвота, не связанная с приёмом пищи и не приносящая облегчения. У детей раннего возраста часто развиваются судороги. Ребёнок с менингококковым менингитом может принимать характерную позу «легавой собаки» — лёжа на боку, с согнутыми в коленных суставах ногами и согнутыми и приведёнными к телу руками. Выявляют менингеальные симптомы — ригидность затылочных мышц, симптомы Кернига, Брудзинского, Лессажа. Однако они могут и отсутствовать или может отмечаться их диссоциация — наличие одних при отсутствии других. Общее состояние крайне тяжёлое — пульс учащён, тоны сердца приглушены, артериальное давление с прогрессированием заболевания падает, возникает одышка.

## Лабораторная диагностика менингококковой инфекции
Основными методами лабораторной диагностики являются бактериологическое и серологическое исследования. Материалом для бактериологического исследования являются носоглоточная слизь, кровь, цереброспинальная жидкость. В общем анализе крови: выраженный лейкоцитоз (при генерализованных формах), нейтрофильный сдвиг в сторону юных форм, повышенная СОЭ.
Цереброспинальная жидкость: мутная, вытекает струйно, быстро (из-за повышеного давления), плеоцитоз нейтрофильный (обычно несколько тысяч клеток в 1 мкл), небольшое повышение содержания белка, при бактериологическом исследовании ликвора можно выявить менингококки.